# ألبرت حكيم
ألبرت حكيم هو شخصية أعمال إيراني، ولد في 1936، وتوفي في 2003.